# Água Limpa dos Gonçalves
Água Limpa dos Gonçalves é uma subdivisão da zona rural do distrito de Vale Verde de Minas, município de Ipaba, no estado de Minas Gerais.